# سیارک ۱۹۴۸۸
سیارک ۱۹۴۸۸ (به انگلیسی: 19488 Abramcoley، نامگذاری:1998HW125) نوزده هزار و چهارصد و هشتاد و هشتمین سیارک کشف شده‌است که در ۲۳ آوریل ۱۹۹۸ کشف شد.
قدر مطلق سیارک برابر ۱۴.۱ است.